# ناگکارنول
ناگکارنول (به انگلیسی: Nagarkurnool) یک منطقهٔ مسکونی در هند است که در بخش محبوب‌نگر واقع شده‌است. ناگکارنول ۴٫۲۶ کیلومتر مربع مساحت و ۲۶٬۸۰۱ نفر جمعیت دارد و ۴۵۸ متر بالاتر از سطح دریا واقع شده‌است.